# Que Marianne était jolie
Singles de Michel Delpech
Fan de toi
(1972) Rimbaud chanterait
(1973)
Que Marianne était jolie est une chanson française de Michel Delpech, sortie en 1972. Les paroles sont de Michel Delpech, la musique de Pierre Papadiamandis.

## La chanson
Parue en single, Que Marianne était jolie aborde, de façon subtile, l'histoire de la France depuis la Révolution jusqu'à Mai 68.
La répétition de « Ça ira » au refrain rappelle la chanson révolutionnaire Ah ! Ça ira qui elle-même comprend cette répétition : « Ah ! ça ira, ça ira, ça ira ! ».
Les « cinq enfants » de Marianne, dont « quatre fils qu'elle a perdus », est une allusion à la Cinquième République et aux quatre autres «  défuntes ».
« Les printemps qui brillaient sous son soleil » renvoie, de manière poétique, à Mai 68.

## Reprises
Michel Delpech la reprend avec Readymade FC sur son album Michel Delpech &..., sorti en 2006. Elle est également disponible dans son DVD live Ce lundi-là au Bataclan enregistré en 2005 au Bataclan, à Paris.
Les 30 et 31 mars 2007, il donne deux concerts au Grand Rex, à Paris. Lors du deuxième concert, marqué par la présence de Ségolène Royal, la candidate PS à l'élection présidentielle, il lui dédie la chanson en ces termes : « Je dédie cette chanson à mon ami Dominique Besnehard ainsi qu'à la jolie dame qui l'accompagne ».
La chanson est également reprise le 7 janvier 2016 sur la place de la République, à Paris, en mémoire des victimes de l'attentat contre Charlie Hebdo.
Après le décès de Michel Delpech le 2 janvier 2016, un collectif d'artistes français collaborent à l'enregistrement d'un album hommage intitulé Michel Delpech J'étais un ange composé de reprises et qui sort le 18 novembre 2016. La chanson Que Marianne était jolie, interprétée par Les Innocents, figure parmi les titres de l'album et est choisie comme second single.